# De zeven werken van barmhartigheid (Joost Cornelisz. Droochsloot)
De zeven werken van barmhartigheid is een schilderij door de Noord-Nederlandse schilder Joost Cornelisz. Droochsloot in het Centraal Museum in Utrecht.

## Voorstelling
Het stelt een stadsgezicht voor met in het midden een lange straat. In deze straat zijn aan de hand van groepjes mensen de zeven werken van barmhartigheid uitgebeeld. Linksvoor wordt brood uitgedeeld (de hongerigen spijzen). Rechts tappen mensen water uit een groot vat (de dorstigen laven). Daarachter staat een mand met kleding waarmee twee zittende figuren zich kleden (de naakten kleden). Voor een poortje naast een kapel staat een rij mensen te wachten om naar binnen te gaan (de vreemdelingen herbergen). Meer naar achteren staat een groep mensen rond een oude man in een bed (de zieken verzorgen). Rechts staat een man te wachten voor de ingang van een kasteel (de gevangenen bezoeken). En links wordt een overleden man door twee mannen opgetild terwijl zijn vrouw bedroefd toekijkt (de doden begraven).

## Toeschrijving en datering
Het schilderij is linksonder gesigneerd ‘Jc Drooch Sloot’. Het wordt door het Centraal Museum gedateerd tussen 1620 en 1650.

## Herkomst
Het werk maakte mogelijk deel uit van de boedelveiling van ‘Chev. de Massen’ – Ridder Guillaume Eugène de Massen (?) – die op 14 mei 1821 plaats vond in Maastricht. Op 13 juni 1927 werd het door Christie, Mason & Woods in Londen geveild. Op 11 oktober 1927 werd het geveild door veilinghuis Van Marle en de Sille in Rotterdam. De vermoedelijke koper was kunsthandelaar D. Vaarties, eveneens in Rotterdam. Deze verkocht het waarschijnlijk op 14 oktober 1940 aan kunsthandel  D.A. Hoogendijk & Co. in Amsterdam, die het op zijn beurt – via bemiddeling van Walter Andreas Hofer – doorverkocht aan Hermann Göring voor zijn kunstverzameling in het buitenverblijf Carinhall. Na de bevrijding werd het werk door de geallieerden als roofkunst teruggestuurd naar Nederland en overgedragen aan Stichting Nederlands Kunstbezit (een voorloper van de Rijksdienst voor het Cultureel Erfgoed). Deze gaf het in 1954 in bruikleen aan het Centraal Museum.